# Anacanthus barbatus
Anacanthus barbatus es una especie de peces de la familia Monacanthidae en el orden de los Tetraodontiformes.

## Morfología
Pueden llegar alcanzar los 35 cm de longitud total.

## Hábitat
Es un pez de mar de clima tropical y asociado a los  arrecifes de coral que vive entre 3-8 m de profundidad

## Distribución geográfica
Se encuentra desde la costa occidental de la India hasta Indonesia y el noroeste de Australia.

## Observaciones
Es inofensivo para los humanos.